# Cézy
Cézy ist eine französische Gemeinde im Département Yonne (Region Bourgogne-Franche-Comté) im Arrondissement Sens und im Kanton Joigny. Die Gemeinde hat 1.081 Einwohner (Stand: 1. Januar 2022).

## Geographie
Cézy liegt etwa 27 Kilometer nordnordwestlich von Auxerre am Fluss Yonne. Umgeben wird Cézy von den Nachbargemeinden Saint-Julien-du-Sault im Norden und Nordwesten, Villevallier und Villecien im Norden und Nordosten, Saint-Aubin-sur-Yonne im Osten, Béon im Süden sowie La Celle-Saint-Cyr im Westen und Südwesten.

## Bevölkerungsentwicklung
| Jahr                       | 1962 | 1968 | 1975 | 1982 | 1990 | 1999 | 2006 | 2018 |
| -------------------------- | ---- | ---- | ---- | ---- | ---- | ---- | ---- | ---- |
| Einwohner                  | 793  | 807  | 933  | 962  | 1085 | 1038 | 1093 | 1111 |
| Quellen: Cassini und INSEE |      |      |      |      |      |      |      |      |

## Sehenswürdigkeiten
- Kirche Saint-Loup aus dem 13. Jahrhundert
- Schloss Bellerive
- Schloss Jacques Cœur aus dem 15. Jahrhundert
- Stahlseilbrücke

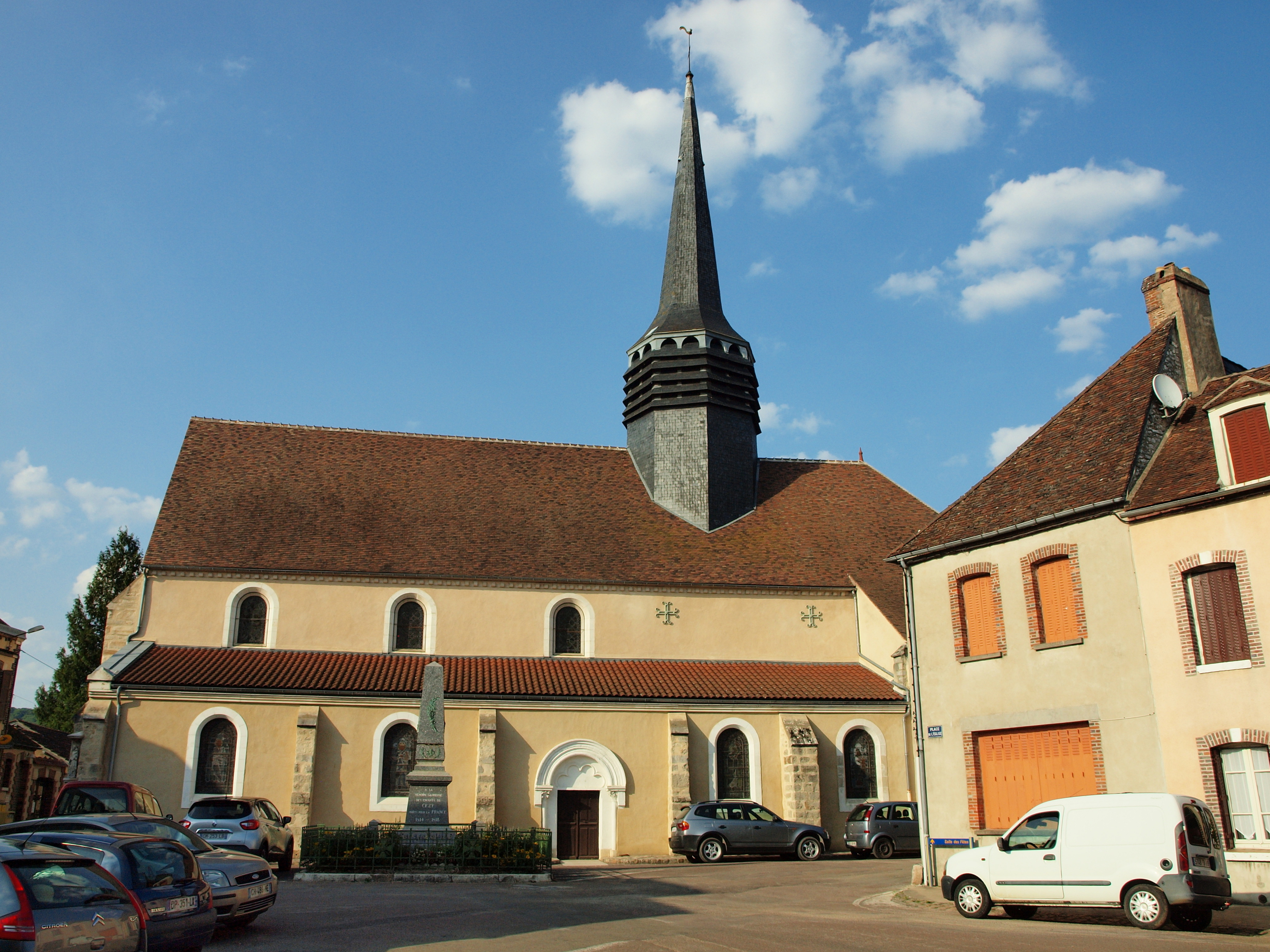
Kirche Saint-Loup
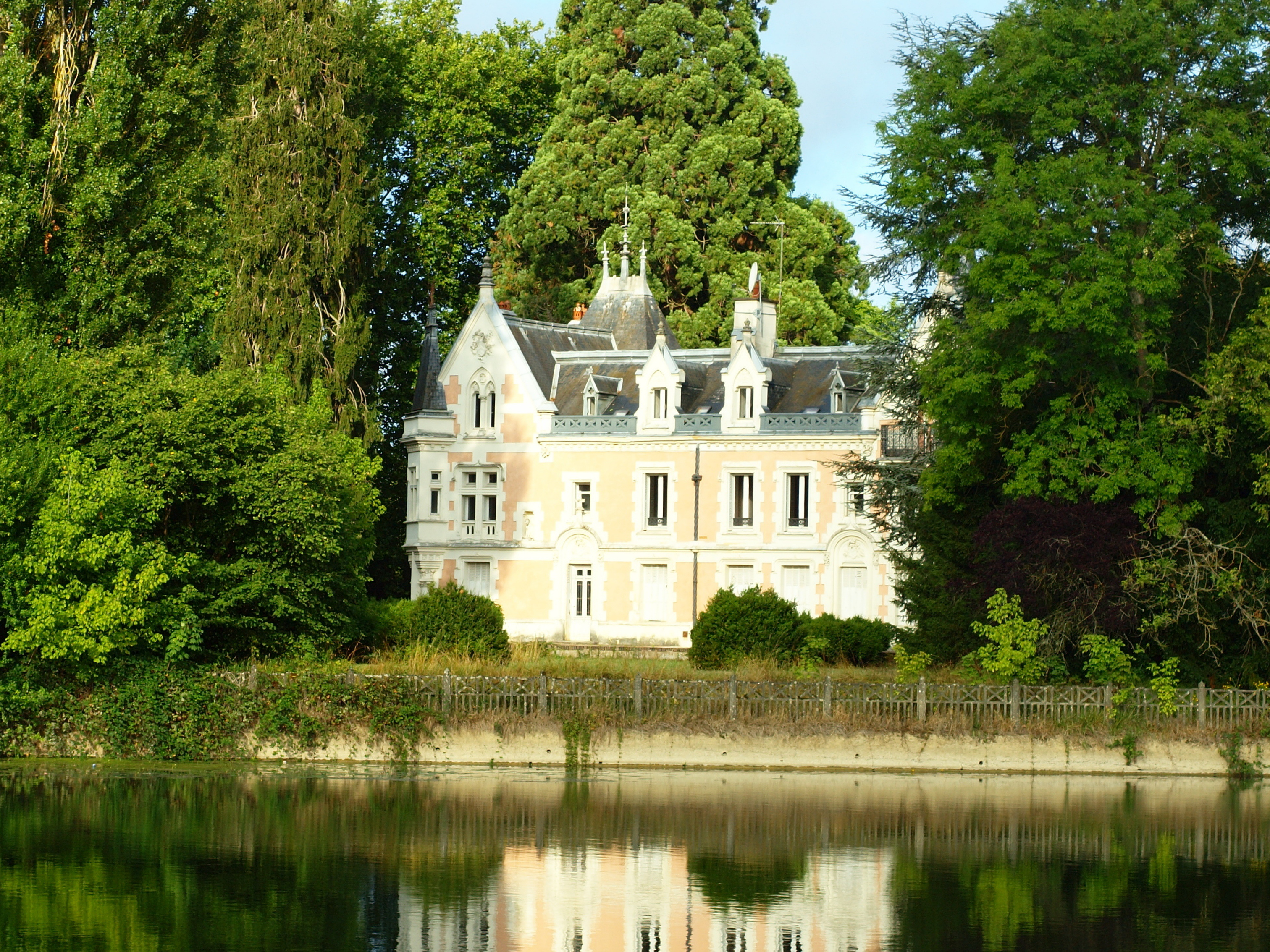
Schloss Bellerive
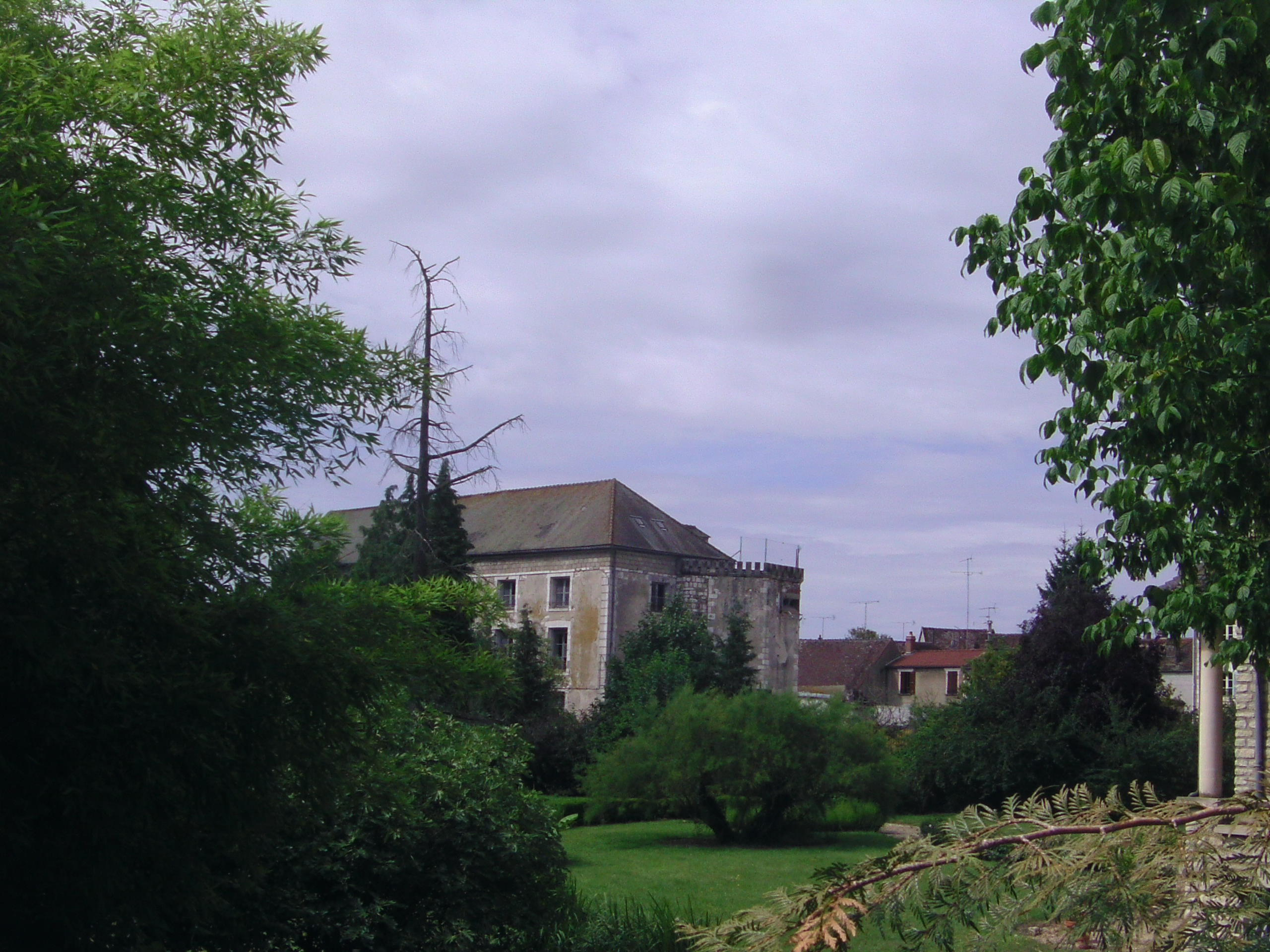
Schloss Jacques Cœur

## Persönlichkeiten
- Jacques Cœur (1395/1400–1456), Kaufmann
- Guillaume Mauviel (1759–1814), Bischof von Aux Cayes
- Félix Arvers (1806–1850), Schriftsteller